# Mônaco nos Jogos Olímpicos de Verão de 1936
Mônaco participou dos Jogos Olímpicos de Verão de 1936 em Berlim, na Alemanha.